# Kōtarō Isaka
Kōtarō Isaka,  (伊坂 幸太郎?, Isaka Kōtarō) (Matsudo, 25 maggio 1971), è uno scrittore giapponese.

## Biografia
Nato nel 1971 a Matsudo, ha studiato legge all'Università del Tōhoku e in seguito ha lavorato come sistemista prima di dedicarsi alla scrittura su invito dell'amico cantante Kazuyoshi Saito. 
Principalmente noto come autore di gialli e thriller spesso trasposti in pellicole cinematografiche, nelle sue opere avviene una commistione pulp di autori eterologhi quali Quentin Tarantino e Agatha Christie.
Tra i riconoscimenti ottenuti si ricorda un Mystery Writers of Japan Award nel 2004 per Shinigami no Seido e un Premio Masterton nel 2012 per La Prière d'Audubon.

## Opere tradotte in italiano

### Romanzi
- I sette killer dello Shinkansen (Maria Bītoru, 2010), Torino, Einaudi, 2021 traduzione di Bruno Forzan ISBN 978-88-06-24783-6.
- La vendetta del professor Suzuki (Grasshopper, 2004), Torino, Einaudi, 2022 traduzione di Bruno Forzan ISBN 978-88-06-25152-9.
- Il sicario che non voleva uccidere, Einaudi, 2023, traduzione di Bruno Forzan, ISBN 9788806260927

### Manga
- Il principe delle tenebre (10 volumi) (魔王 JUVENILE REMIX, 2007), Bastiglia, GP manga, 2011, traduzione di Francesco Lo Iacono disegni di Megumi Osuga ISBN 978-88-6468-623-3.
- Waltz: courage, determination, confrontation (2 volumi), Bastiglia, GP manga, 2011, traduzione di Francesco Lo Iacono disegni di Megumi Osuga ISBN 978-88-6468-859-6.
- Grasshopper (2 volumi) (グ ラ ス ホ ッ パ ー), Bastiglia, GP manga, 2012, traduzione di Luigi Boccasile disegni di Hiroto Ida ISBN 978-88-6468-814-5.

## Adattamenti cinematografici (parziale)
- Yoki na gyangu ga chikyu o mawasu (陽気なギャングが地球を回す), regia di Tetsu Maeda (2006)
- Fish Story (フィッシュストーリー Fisshū sutōrī), regia di Yoshihiro Nakamura (2009)
- Grasshopper (グ ラ ス ホ ッ パ ー), regia di Tomoyuki Takimoto (2015)
- Golden Slumber (골든 슬럼버?, Goldeun seulleombeo), regia di Noh Dong-seong (2018)
- Bullet Train, regia di David Leitch (2022)

## Premi e riconoscimenti
Premio Eiji Yoshikawa
- 2004 vincitore con Ahiru to Kamo no Koin Rokkā

Mystery Writers of Japan Award
- 2004 vincitore nella categoria "Miglior Racconto" con 死神の精度 Shinigami no Seido

Premio Shugoro Yamamoto
- 2008 vincitore con Golden Slumber

Japan Booksellers' Award
- 2008 vincitore con Golden Slumber

Premio Masterton
- 2012 vincitore nella categoria "Romanzo straniero" con La Prière d'Audubon

Premio Renzaburō Shibata
- 2020 vincitore con Gyaku Sokuratesu